# Valtteri Bottas
Valtteri Viktor Bottas (* 28. August 1989 in Villähde, Nastola) ist ein finnischer Automobilrennfahrer. Er gewann zweimal, 2009 und 2010, das Formel-3-Masters und wurde 2011 Meister der GP3-Serie. Von 2013 bis 2024 fuhr er in der Formel 1, seit der Saison 2022 für Alfa Romeo Racing bzw. Sauber. Für die Saison 2025 ist er Ersatzfahrer bei Mercedes.
Bottas fuhr vor seinem Engagement bei Alfa Romeo bei Williams und Mercedes. Letzterem verhalf er zu insgesamt fünf Konstrukteursmeisterschaften zwischen 2017 und 2021. Während seiner Zeit bei Mercedes wurde Bottas außerdem in den Jahren 2019 und 2020 jeweils Vizeweltmeister und holte mit dem Team insgesamt zehn Grand-Prix-Siege und ist damit der dritterfolgreichste Finne in der Formel 1 in Bezug auf Rennsiege.

## Karriere
Nachdem Bottas von 2001 bis 2006 im Kartsport erste Erfahrung im Motorsport gemacht hatte, wechselte er 2007 in den Formelsport. Bottas wurde mit zwei Siegen Dritter in der nordeuropäischen Formel Renault. Außerdem startete er in der Winterserie der britischen Formel Renault und gewann dort drei von vier Rennen. Den Meistertitel gewann Bottas dennoch nicht, da ihm die dafür notwendige Lizenz fehlte. 2008 ging er sowohl in der nordeuropäischen Formel Renault, als auch im Formel Renault 2.0 Eurocup an den Start. Mit insgesamt siebzehn Siegen gewann Bottas die Meistertitel beider Rennserien.

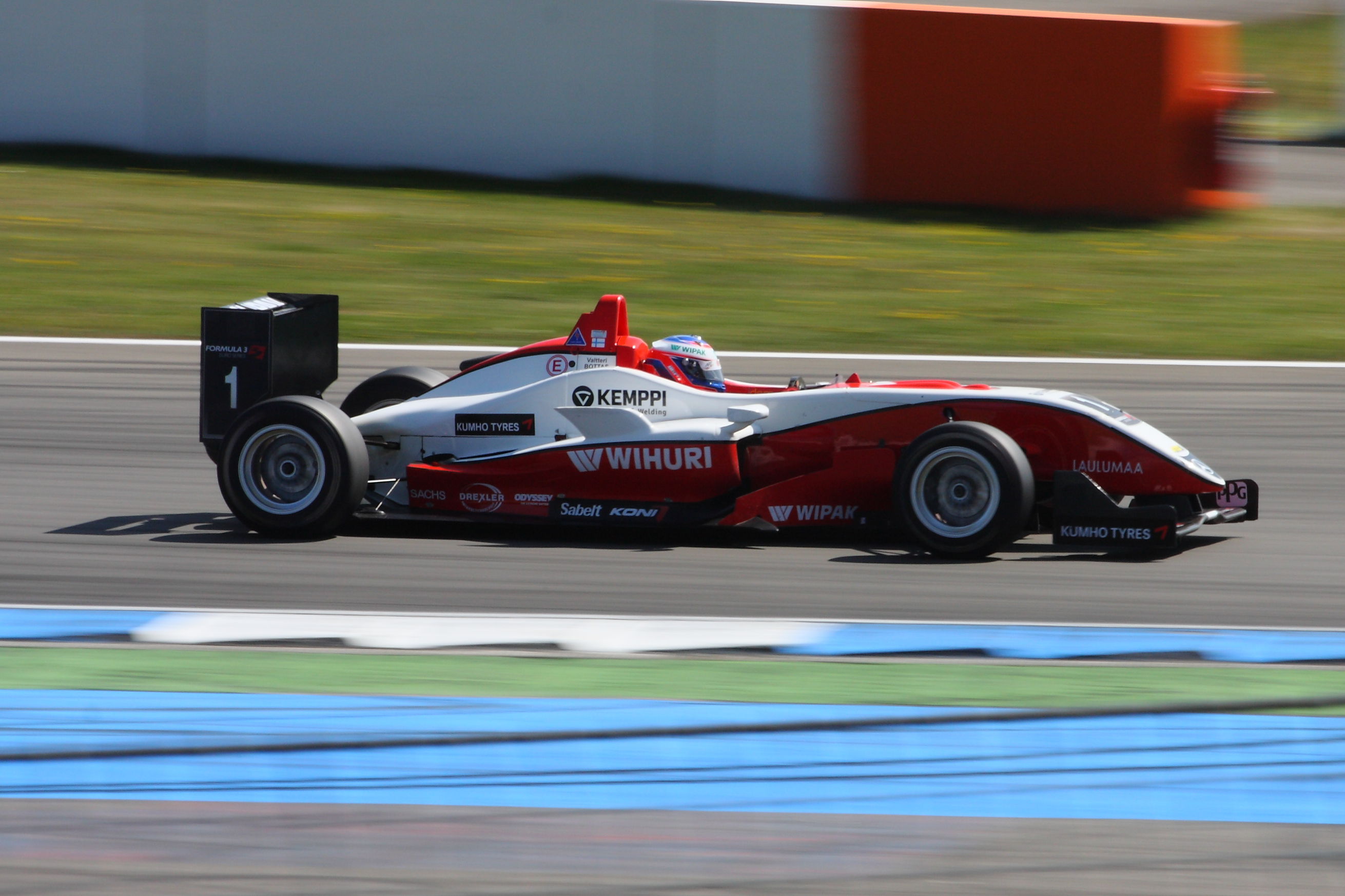
Bottas in der Formel-3-Euroserie am Hockenheimring (2010)

2009 trat Bottas für ART Grand Prix in der Formel-3-Euroserie an. Obwohl er kein Rennen gewann, belegte er am Saisonende dank sechs zweiten Plätzen den dritten Platz im Gesamtklassement und war der beste Neueinsteiger der Saison. Seinem Teamkollegen Jules Bianchi unterlag er mit 62 zu 114 Punkten. Außerdem gewann Bottas das Formel-3-Masters in Zandvoort.
2010 blieb Bottas bei ART Grand Prix und bestritt seine zweite Saison in dieser Meisterschaft. Beim Sprintrennen auf dem Norisring gelang Bottas sein erster Sieg in der Formel-3-Euroserie. Mit einem weiteren Sieg belegte er am Saisonende erneut den dritten Gesamtrang. Diesmal als bester Fahrer seines Rennstalls. Außerdem erzielte er wie im Vorjahr den Sieg beim Formel-3-Masters in Zandvoort und wurde der erste Rennfahrer, der dieses Rennen zweimal gewann. Zusätzlich übernahm er den Posten des Test- und Ersatzfahrers beim Formel-1-Team Williams.
2011 blieb Bottas bei seinem Team, das 2011 als Lotus ART startete, und trat erstmals in der GP3-Serie an. Nachdem er an den ersten vier Rennwochenenden nur dreimal Punkte erzielt hatte, stand er bei den folgenden vier Rennwochenenden sechsmal auf dem Podest, erzielte vier Siege und übernahm die Führung in der Meisterschaft, die er bis zum Saisonende behielt. Mit 62 zu 55 Punkten setzte er sich in der Meisterschaft gegen seinen Teamkollegen James Calado durch. Anschließend nahm er an einem Rennwochenende der britischen Formel-3-Meisterschaft, wo er einen Sieg erzielte, und an einer Veranstaltung der FIA-Formel-3-Trophäe 2011 teil. Außerdem übte er erneut die Position des Williams-Testfahrers aus. Im November absolvierte Bottas erstmals einen Formel-1-Test auf einer Rundstrecke.
2012 blieb Bottas Williams-Testfahrer. Er nahm in dieser Funktion an einigen freien Trainings teil. Sein Debüt gab er im freien Training zum Großen Preis von Malaysia. Bottas entschied sich für dieses Jahr dagegen, zusätzlich zu seinem Testfahrer-Engagement in einer anderen Serie Rennen zu fahren.
Zur Saison 2013 gab Bottas als Stammpilot von Williams sein Formel-1-Renndebüt. Dabei erzielte er in Australien den 14. Platz. Beim Großen Preis von Kanada qualifizierte sich Bottas für den dritten Platz. Im Rennen fiel er jedoch zurück und kam auf dem 14. Platz ins Ziel. In den USA schaffte es Bottas erneut unter die ersten zehn in der Startaufstellung. Es gelang ihm diesmal, auch in den Top 10 ins Ziel zu kommen und erzielte mit einem achten Platz erstmals Punkte. Bottas beendete die Saison auf dem 17. Gesamtrang.

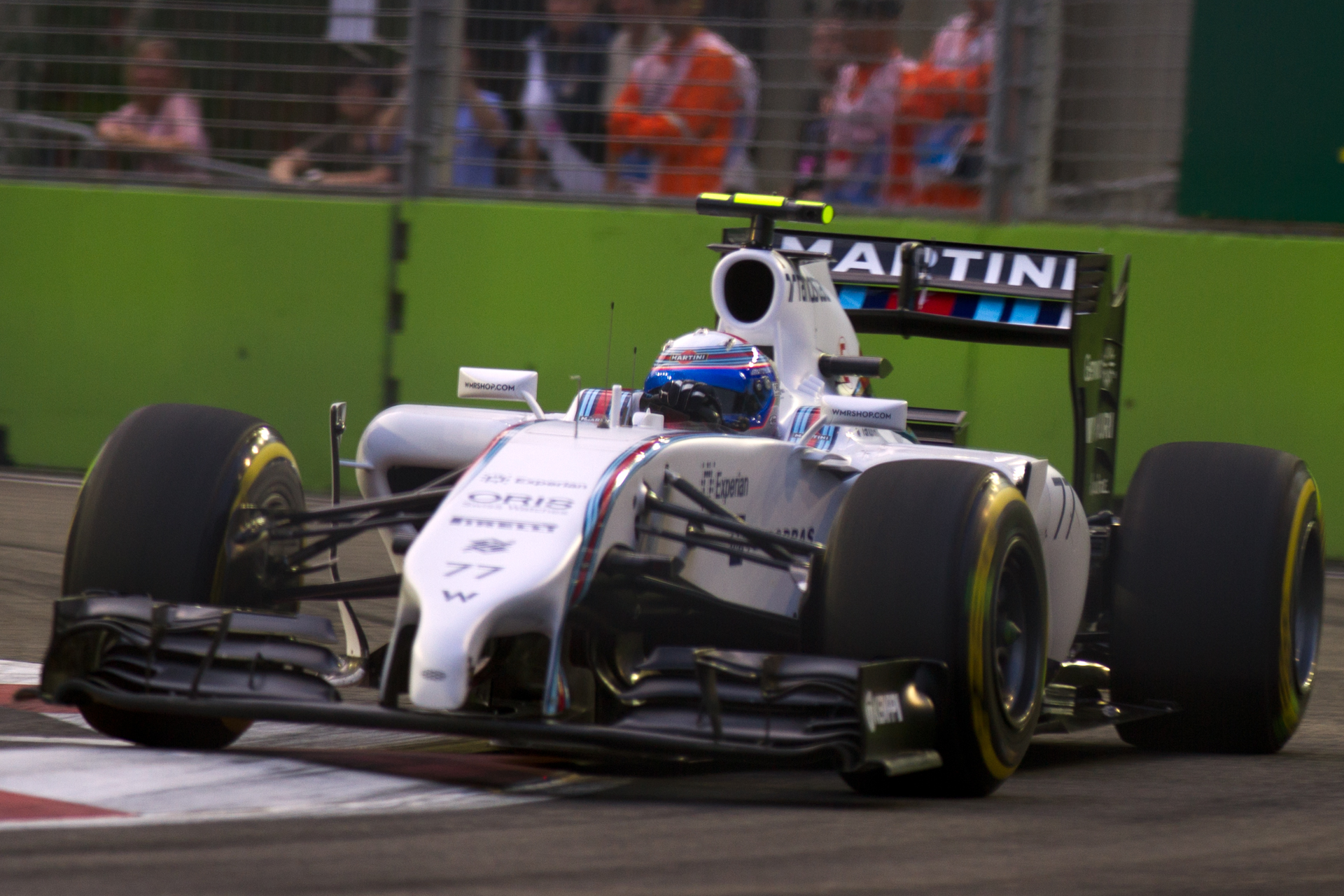
Valtteri Bottas 2014 im Williams

2014 erhielt Bottas mit Felipe Massa einen neuen Teamkollegen bei Williams. Bei der Einführung der permanenten Formel-1-Startnummern wählte er die #77, um die Schreibweise BO77AS für seinen Namen verwenden zu können. Bereits beim Saisonauftakt in Australien erreichte Bottas mit einem fünften Platz seine bis dahin beste Platzierung in der Formel 1. Dieses Resultat wiederholte er beim Großen Preis von Spanien. Beim Großen Preis von Österreich erzielte Bottas mit einem dritten Platz seine erste Podest-Platzierung. Bei den folgenden zwei Rennen in Großbritannien und Deutschland stand Bottas als Zweiter erneut auf dem Podium. In Belgien, Russland und Abu Dhabi wurde er erneut Dritter. Bottas verbesserte sich in der Weltmeisterschaft auf den vierten Platz. Mit 186 zu 134 Punkten setzte er sich intern gegen Massa durch.
2015 bildeten Bottas und Massa erneut das Williams-Fahrerduo. Beim Saisonauftakt in Australien erlitt Bottas im Qualifying einen kleinen Riss in der Bandscheibe. Er verbrachte eine Nacht im Krankenhaus und wurde für das Rennen zurückgezogen. Bottas führt seitdem regelmäßig spezielle Übungen für den unteren Rücken und die dortigen Muskelpassagen durch, um eine gesundheitliche Schädigung zu vermeiden. Er kehrte beim nächsten Rennen in Malaysia ins Cockpit zurück und erreichte den fünften Platz. In Bahrain lieferte Bottas sich über mehrere Runden in der zweiten Rennhälfte ein Duell gegen Sebastian Vettel um den vierten Platz, bei dem es ihm gelang, Vettel hinter sich zu halten. Beim Großen Preis von Kanada erzielte Bottas mit Platz drei die erste Podest-Platzierung der Saison. In Mexiko wurde er ebenfalls Dritter. Bottas setzte sich mit 136 zu 121 Punkten gegen Massa durch und erreichte den fünften Gesamtrang.
2016 absolvierte Bottas seine vierte Formel-1-Saison für Williams. Ein dritter Platz beim Großen Preis von Kanada war seine beste Platzierung. Beim Großen Preis von Mexiko stellte Bottas mit einer Geschwindigkeit von 372,5 km/h einen neuen Rekord bei der Höchstgeschwindigkeit einer offiziellen FIA-Messung in der Formel 1 auf. In der Fahrerwertung wurde er Achter.

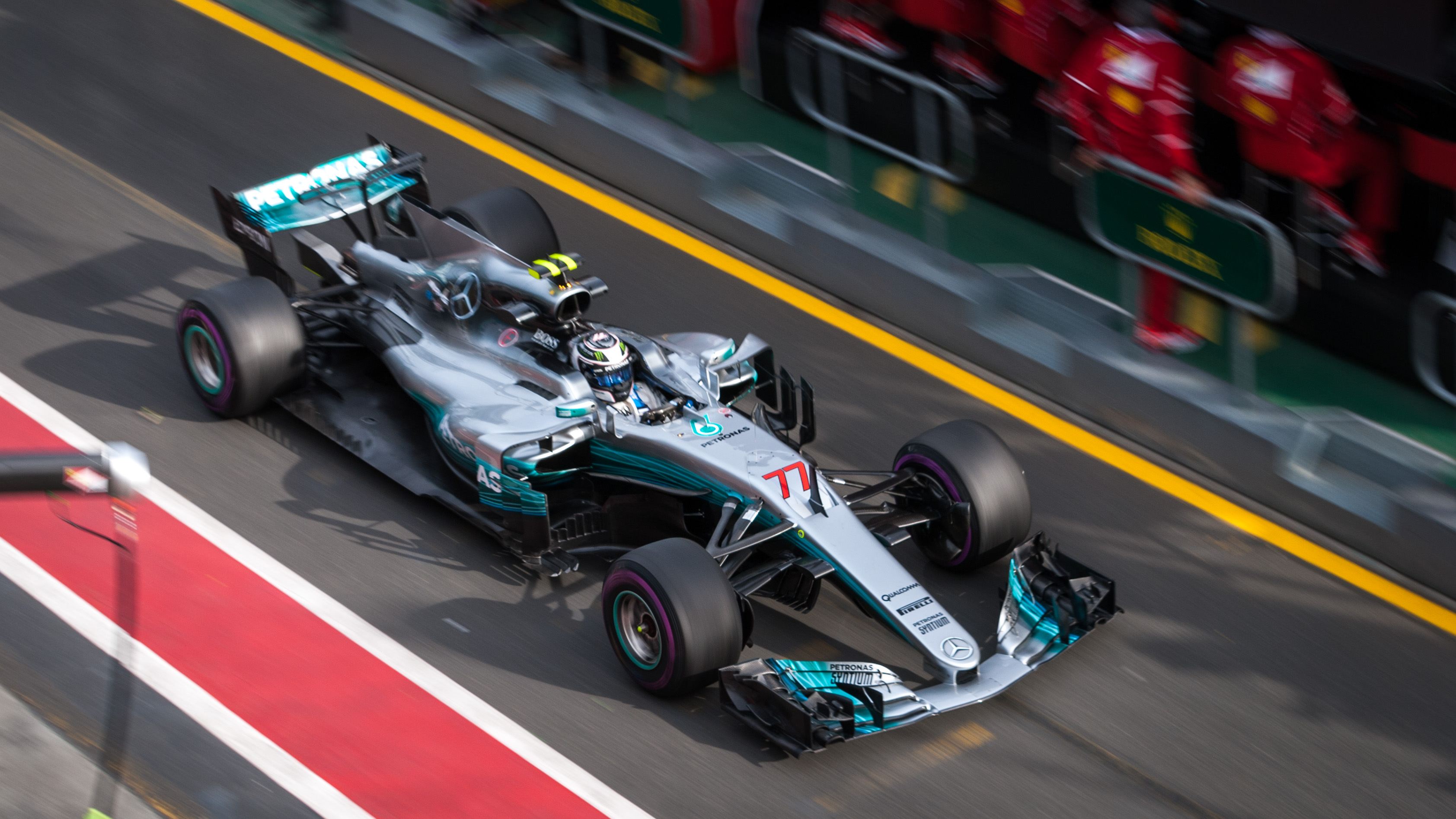
Valtteri Bottas 2017 im Mercedes

Für die Formel-1-Weltmeisterschaft 2017 wurde Bottas von Mercedes verpflichtet. Ursprünglich besaß er einen Vertrag mit Williams für eine weitere Saison, nach dem Rücktritt von Nico Rosberg wechselte er als dessen Nachfolger den Rennstall. Bei Mercedes wurde er Teamkollege von Lewis Hamilton. Beim Saisonauftakt in Australien wurde er Dritter. Beim Großen Preis von Bahrain erzielte er seine erste Pole-Position. Im Rennen wurde er Dritter. Anschließend gewann er zwei Wochen später in Russland seinen ersten Grand Prix. Beim Großen Preis von Aserbaidschan erreichte er den zweiten Platz nach einem Überholmanöver gegen Lance Stroll auf der Start-Ziel-Gerade. Ein Rennen später in Österreich erzielte er seinen zweiten Sieg. Anschließend wurde er Zweiter beim Großen Preis von Großbritannien und Dritter beim Großen Preis von Ungarn. In Italien stand er als Zweiter ebenfalls auf dem Podium. Beim darauf folgenden Großen Preis von Singapur wurde er Dritter. In Mexiko und Brasilien gelangen ihm als Zweiter weitere Podest-Platzierungen. Das Saisonfinale, den Großen Preis von Abu Dhabi, gewann er. Am Saisonende belegte er den dritten Gesamtrang.
2018 blieb Bottas bei Mercedes. In Bahrain und China wurde er Zweiter. Beim darauf folgenden Großen Preis von Aserbaidschan fiel Bottas in der Schlussphase in Führung liegend mit einem Reifenschaden aus. Er erreichte weitere zweite Plätze in Spanien, Kanada und Deutschland. Beim Großen Preis von Italien wurde er nach einer Zeitstrafe gegen Max Verstappen Dritter. In Russland wurde Bottas von der Pole-Position startend nach einer Teamorder zugunsten von Lewis Hamilton Zweiter, genau wie beim darauffolgenden Rennen in Japan. Am Saisonende lag er auf dem fünften Meisterschaftsplatz.
In der Formel-1-Weltmeisterschaft 2019 ging Bottas erneut für Mercedes an den Start. Er gewann den Saisonauftakt in Australien. Anschließend wurde er Zweiter in Bahrain und China. Darauf folgte ein weiterer Sieg in Aserbaidschan, ein zweiter Platz in Spanien und ein dritter Platz in Monaco. Auch beim Großen Preis von Frankreich wurde er Zweiter. In Österreich erreichte er Platz drei und beim anschließenden Großen Preis von Großbritannien Platz zwei. Beim Großen Preis von Belgien wurde er Dritter, in Italien und Russland Zweiter. Dem folgte ein Sieg in Japan und ein dritter Platz in Mexiko. Mit einem weiteren Triumph wurde er in den USA vorzeitig zum ersten Mal Vizeweltmeister und trug erneut zum Gewinn des Konstrukteurstitels für Mercedes bei. Am Saisonende unterlag er Teamkollege Hamilton mit 326 zu 413 Punkten. Er stellte damit dennoch einen persönlichen Punkterekord auf. Mit vier Saisonsiegen verbesserte er außerdem seine Bestmarke von drei Siegen.
Auch 2020 fuhr der Finne weiterhin für Mercedes. Wie im Vorjahr gewann er den Saisonauftakt, der aufgrund der COVID-19-Pandemie nicht, wie ursprünglich geplant, im März in Australien stattfand, sondern im Juli in Österreich. Eine Woche später beim ebenfalls auf dem Red Bull Ring ausgetragenen Großen Preis der Steiermark wurde er Zweiter, in Ungarn und beim Großen Preis des 70-jährigen Jubiläums jeweils Dritter. Dem folgte ein weiterer dritter Platz in Spanien sowie jeweils ein zweiter in Belgien und in der Toskana. Anschließend gewann er den Großen Preis von Russland und wurde in Portugal sowie in der Emilia-Romagna Zweiter. Den Großen Preis der Türkei beendete er auf Platz 14, während Teamkollege Hamilton gewann und damit vorzeitig den WM-Titel holte. Beim Saisonfinale in Abu Dhabi wurde er Zweiter. Damit sicherte er sich die Vizeweltmeisterschaft mit insgesamt 223 Punkten.

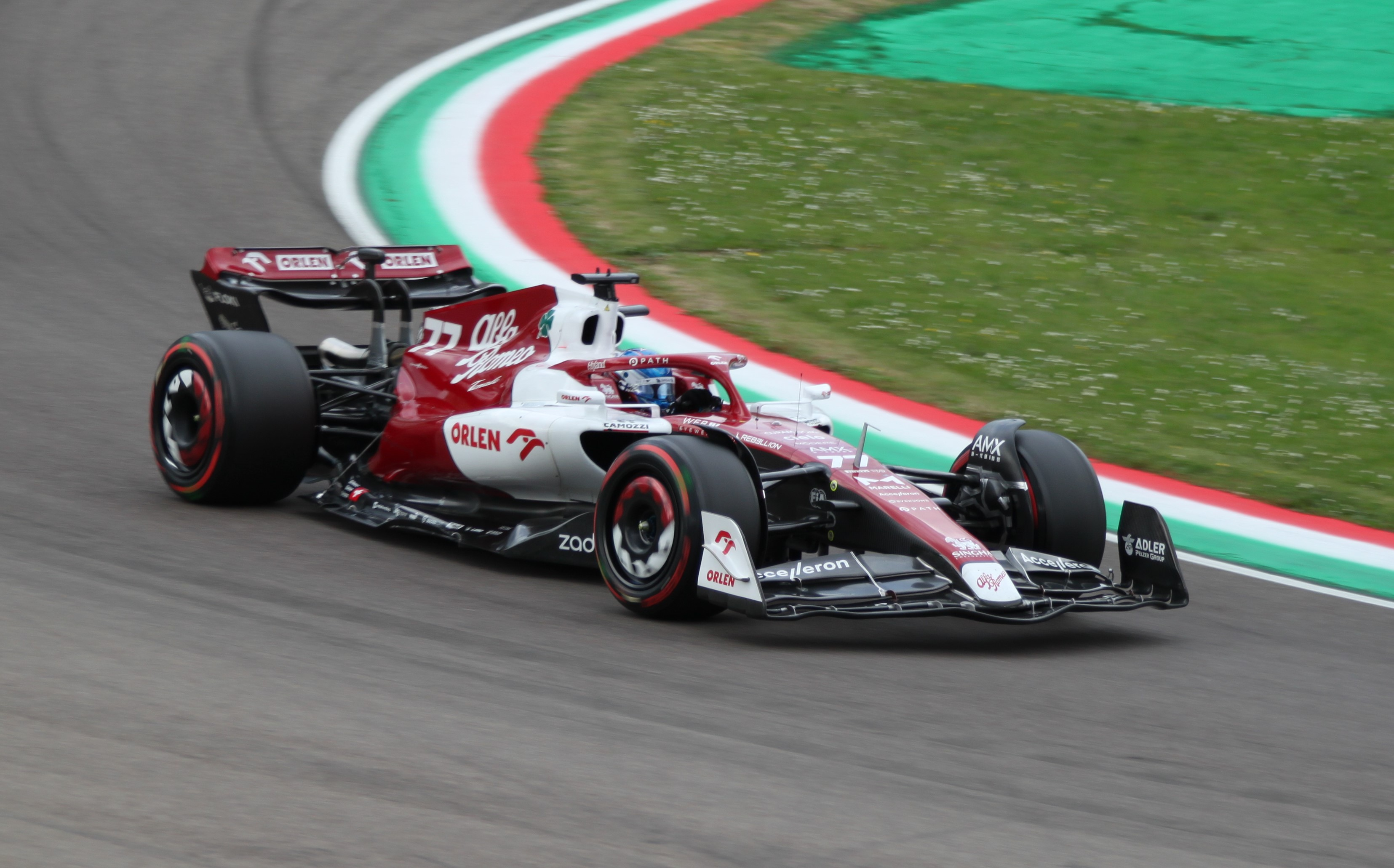
Valtteri Bottas 2022 im Alfa Romeo

2021 bildeten Bottas und Hamilton weiterhin das Fahrerduo bei Mercedes. Den Saisonauftakt in Bahrain beendete er auf dem dritten Platz. Anschließend wurde er Dritter in Portugal und Spanien. Die aufeinander folgenden Großen Preise der Steiermark und Österreich auf dem Red Bull Ring beendete er auf dem zweiten und dritten Platz. In Großbritannien wurde er Dritter, nachdem er im ersten ausgetragenen Sprint ebenfalls den dritten Rang erreichte. Dem folgte ein dritter Platz beim Großen Preis der Niederlande 2021. Einen Tag später gab Bottas das Ende der Zusammenarbeit mit Mercedes mit dem Ablauf der Saison 2021 bekannt. Vor dem Großer Preis von Italien 2021, welchen er auf dem dritten Platz beendete, unterschrieb er bei Alfa Romeo Racing einen mehrjährigen, ab 2022 geltenden, Fahrervertrag. In der Türkei gewann er anschließend sein erstes und einziges Rennen in dieser Saison. In Brasilien und Saudi-Arabien wurde er erneut Dritter. Am Saisonende lag er auf dem dritten Meisterschaftsplatz.
2022 erhielt Bottas bei Alfa Romeo Zhou Guanyu als Teamkollegen. Am Saisonauftakt in Bahrain erzielte er den sechsten Platz. Beim Großer Preis der Emilia-Romagna erzielte er mit dem fünften Platz sein bestes Saisonergebnis. Bottas setzte sich gegen seinen Teamkollege Zhou mit 49 zu 6 Punkten durch und erzielte den zehnten Platz in der Gesamtwertung.
Auch 2023 fuhr Bottas für Alfa Romeo. Beim Saisonauftakt in Bahrain erreichte er den achten Platz. Weitere Punkte sammelte er als Achter in Katar sowie als Zehnter in Kanada und Italien. Am Saisonende belegte er den 15. Platz im Klassement mit 10 Punkten, während sein Teamkollege Zhou mit 6 Punkten den 18. Platz erzielte.
2024 fuhr Bottas erneut für das Team, allerdings nun unter dem Namen Stake F1 Team Kick Sauber. Sein bestes Einzelergebnis war in Katar mit einem 11. Platz. Damit beendete er erstmals in der Formel 1 eine Saison ohne Punkte. Nachdem sein Vertrag nicht verlängert worden war, kehrte er 2025 als Ersatzfahrer zu Mercedes zurück.

## Persönliches
Bottas war von 2016 bis 2019 mit der finnischen Schwimmerin Emilia Pikkarainen verheiratet. Am 14. Februar 2020 gab Valtteri Bottas in einem Social-Media-Post bekannt, mit der australischen Radsportlerin Tiffany Cromwell liiert zu sein.
Bottas engagierte sich in der Prostatakrebs-Vorsorge und spendete etwa 150.000 US-Dollar von den Erlösen, die aus dem Verkauf des Kalenders „Bottass 2024“ erzielt wurden. Auf den Kalendermotiven ist sein Po zu sehen. Fotografiert hat die Bilder Paul Ripke.

## Statistik

### Karrierestationen
- 2001–2006: Kartsport
- 2007: Nordeuropäische Formel Renault (Platz 3)
- 2008: Formel Renault 2.0 Eurocup (Meister)
- 2008: Nordeuropäische Formel Renault (Meister)
- 2009: Formel-3-Euroserie (Platz 3)
- 2010: Formel-3-Euroserie (Platz 3)
- 2010: Formel 1 (Testfahrer)
- 2011: GP3-Serie (Meister)
- 2011: Britische Formel 3 (Platz 17)
- 2011: Formel 1 (Testfahrer)
- 2012: Formel 1 (Testfahrer)
- 2013: Formel 1 (Platz 17)
- 2014: Formel 1 (Platz 4)
- 2015: Formel 1 (Platz 5)
- 2016: Formel 1 (Platz 8)
- 2017: Formel 1 (Platz 3)
- 2018: Formel 1 (Platz 5)
- 2019: Formel 1 (Platz 2)
- 2020: Formel 1 (Platz 2)
- 2021: Formel 1 (Platz 3)
- 2022: Formel 1 (Platz 10)
- 2023: Formel 1 (Platz 15)
- 2024: Formel 1 (Platz 22)

### Statistik in der Formel-1-Weltmeisterschaft
Diese Statistik umfasst alle Teilnahmen des Fahrers an der Formel-1-Weltmeisterschaft.

#### Grand-Prix-Siege
| - 2017: Russland (Sotschi) - 2017: Österreich (Spielberg) - 2017: Abu Dhabi (Yas-Insel) - 2019: Australien (Melbourne) - 2019: Aserbaidschan (Baku) | - 2019: Japan (Suzuka) - 2019: USA (Austin) - 2020: Österreich (Spielberg) - 2020: Russland (Sotschi) - 2021: Türkei (Istanbul) |  |

#### Sprint-Siege
- 2021:  Italien (Monza)
- 2021:  São Paulo (Interlagos)

#### Gesamtübersicht
(Stand: Saisonende 2024)
| Saison | Team                             | Chassis                            | Motor                 | Rennen | Siege | Zweiter | Dritter | Poles | schn. Rennrunden | Punkte | WM-Pos. |
| ------ | -------------------------------- | ---------------------------------- | --------------------- | ------ | ----- | ------- | ------- | ----- | ---------------- | ------ | ------- |
| 2013   | Williams F1 Team                 | Williams FW35                      | Renault 2.4 V8        | 19     | −     | −       | −       | −     | −                | 4      | 17.     |
| 2014   | Williams Martini Racing          | Williams FW36                      | Mercedes 1.6 V6 Turbo | 19     | −     | 2       | 4       | −     | 1                | 186    | 4.      |
| 2015   | Williams Martini Racing          | Williams FW37                      | Mercedes 1.6 V6 Turbo | 18     | −     | −       | 2       | −     | −                | 136    | 5.      |
| 2016   | Williams Martini Racing          | Williams FW38                      | Mercedes 1.6 V6 Turbo | 21     | −     | −       | 1       | −     | −                | 85     | 8.      |
| 2017   | Mercedes AMG Petronas Motorsport | Mercedes F1 W08 EQ Power+          | Mercedes 1.6 V6 Turbo | 20     | 3     | 6       | 4       | 4     | 2                | 305    | 3.      |
| 2018   | Mercedes AMG Petronas Motorsport | Mercedes-AMG F1 W09 EQ Power+      | Mercedes 1.6 V6 Turbo | 21     | −     | 7       | 1       | 2     | 7                | 247    | 5.      |
| 2019   | Mercedes AMG Petronas Motorsport | Mercedes-AMG F1 W10 EQ Power+      | Mercedes 1.6 V6 Turbo | 21     | 4     | 7       | 4       | 5     | 3                | 326    | 2.      |
| 2020   | Mercedes AMG Petronas F1 Team    | Mercedes-AMG F1 W11 EQ Performance | Mercedes 1.6 V6 Turbo | 17     | 2     | 6       | 3       | 5     | 2                | 223    | 2.      |
| 2021   | Mercedes AMG Petronas F1 Team    | Mercedes-AMG F1 W12 E Performance  | Mercedes 1.6 V6 Turbo | 22     | 1     | 1       | 9       | 4     | 4                | 226    | 3.      |
| 2022   | Alfa Romeo F1 Team Orlen         | Alfa Romeo C42                     | Ferrari 1.6 V6 Turbo  | 22     | −     | −       | −       | −     | −                | 49     | 10.     |
| 2023   | Alfa Romeo F1 Team Orlen         | Alfa Romeo C43                     | Ferrari 1.6 V6 Turbo  | 22     | −     | −       | −       | −     | −                | 10     | 15.     |
| 2024   | Stake F1 Team Kick Sauber        | Kick Sauber C44                    | Ferrari 1.6 V6 Turbo  | 24     | −     | −       | −       | −     | −                | –      | 22.     |
| Gesamt | Gesamt                           | Gesamt                             | Gesamt                | 246    | 10    | 29      | 28      | 20    | 19               | 1797   |         |

#### Einzelergebnisse
| Saison | 1   | 2  | 3   | 4   | 5   | 6  | 7  | 8   | 9   | 10  | 11 | 12  | 13  | 14  | 15  | 16  | 17 | 18  | 19  | 20  | 21 | 22 | 23  | 24 |
| ------ | --- | -- | --- | --- | --- | -- | -- | --- | --- | --- | -- | --- | --- | --- | --- | --- | -- | --- | --- | --- | -- | -- | --- | -- |
| 2013   |     |    |     |     |     |    |    |     |     |     |    |     |     |     |     |     |    |     |     |     |    |    |     |    |
| 14     | 11  | 13 | 14  | 16  | 12  | 14 | 12 | 16  | DNF | 15  | 15 | 13  | 12  | 17  | 16  | 15  | 8  | DNF |     |     |    |    |     |    |
| 2014   |     |    |     |     |     |    |    |     |     |     |    |     |     |     |     |     |    |     |     |     |    |    |     |    |
| 5      | 8   | 8  | 7   | 5   | DNF | 7  | 3  | 2   | 2   | 8   | 3  | 4   | 11  | 6   | 3   | 5   | 10 | 3   |     |     |    |    |     |    |
| 2015   |     |    |     |     |     |    |    |     |     |     |    |     |     |     |     |     |    |     |     |     |    |    |     |    |
| WD     | 5   | 6  | 4   | 4   | 14  | 3  | 5  | 5   | 13  | 9   | 4  | 5   | 5   | 12* | DNF | 3   | 5  | 13  |     |     |    |    |     |    |
| 2016   |     |    |     |     |     |    |    |     |     |     |    |     |     |     |     |     |    |     |     |     |    |    |     |    |
| 8      | 9   | 10 | 4   | 5   | 12  | 3  | 6  | 9   | 14  | 9   | 9  | 8   | 6   | DNF | 5   | 10  | 16 | 8   | 11  | DNF |    |    |     |    |
| 2017   |     |    |     |     |     |    |    |     |     |     |    |     |     |     |     |     |    |     |     |     |    |    |     |    |
| 3      | 6   | 3  | 1   | DNF | 4   | 2  | 2  | 1   | 2   | 3   | 5  | 2   | 3   | 5   | 4   | 5   | 2  | 2   | 1   |     |    |    |     |    |
| 2018   |     |    |     |     |     |    |    |     |     |     |    |     |     |     |     |     |    |     |     |     |    |    |     |    |
| 8      | 2   | 2  | 14* | 2   | 5   | 2  | 7  | DNF | 4   | 2   | 5  | 4   | 3   | 4   | 2   | 2   | 5  | 5   | 5   | 5   |    |    |     |    |
| 2019   |     |    |     |     |     |    |    |     |     |     |    |     |     |     |     |     |    |     |     |     |    |    |     |    |
| 1      | 2   | 2  | 1   | 2   | 3   | 4  | 2  | 3   | 2   | DNF | 8  | 3   | 2   | 5   | 2   | 1   | 3  | 1   | DNF | 4   |    |    |     |    |
| 2020   |     |    |     |     |     |    |    |     |     |     |    |     |     |     |     |     |    |     |     |     |    |    |     |    |
| 1      | 2   | 3  | 11  | 3   | 3   | 2  | 5  | 2   | 1   | DNF | 2  | 2   | 14  | 8   | 8   | 2   |    |     |     |     |    |    |     |    |
| 2021   |     |    |     |     |     |    |    |     |     |     |    |     |     |     |     |     |    |     |     |     |    |    |     |    |
| 3      | DNF | 3  | 3   | DNF | 12  | 4  | 3  | 2   | 3   | DNF | 12 | 3   | 31  | 5   | 1   | 6   | 15 | 31  | DNF | 3   | 6  |    |     |    |
| 2022   |     |    |     |     |     |    |    |     |     |     |    |     |     |     |     |     |    |     |     |     |    |    |     |    |
| 6      | DNF | 8  | 57  | 7   | 6   | 9  | 11 | 7   | DNF | 11  | 14 | 20* | DNF | DNF | 13  | 11  | 15 | DNF | 10  | 9   | 15 |    |     |    |
| 2023   |     |    |     |     |     |    |    |     |     |     |    |     |     |     |     |     |    |     |     |     |    |    |     |    |
| 8      | 18  | 11 | 18  | 13  | C   | 11 | 19 | 10  | 15  | 12  | 12 | 12  | 14  | 10  | DNF | DNF | 8  | 12  | 15  | DNF | 17 | 19 |     |    |
| 2024   |     |    |     |     |     |    |    |     |     |     |    |     |     |     |     |     |    |     |     |     |    |    |     |    |
| 19     | 17  | 14 | 14  | DNF | 16  | 18 | 13 | 13  | 16  | 16  | 15 | 16  | 15  | 19  | 16  | 16  | 16 | 17  | 14  | 13  | 18 | 11 | DNF |    |

| Legende  | Legende            | Legende                                                          |
| Farbe    | Abkürzung          | Bedeutung                                                        |
| -------- | ------------------ | ---------------------------------------------------------------- |
| Gold     | –                  | Sieg                                                             |
| Silber   | –                  | 2. Platz                                                         |
| Bronze   | –                  | 3. Platz                                                         |
| Grün     | –                  | Platzierung in den Punkten                                       |
| Blau     | –                  | Klassifiziert außerhalb der Punkteränge                          |
| Violett  | DNF                | Rennen nicht beendet (did not finish)                            |
| Violett  | NC                 | nicht klassifiziert (not classified)                             |
| Rot      | DNQ                | nicht qualifiziert (did not qualify)                             |
| Rot      | DNPQ               | in Vorqualifikation gescheitert (did not pre-qualify)            |
| Schwarz  | DSQ                | disqualifiziert (disqualified)                                   |
| Weiß     | DNS                | nicht am Start (did not start)                                   |
| Weiß     | WD                 | zurückgezogen (withdrawn)                                        |
| Hellblau | PO                 | nur am Training teilgenommen (practiced only)                    |
| Hellblau | TD                 | Freitags-Testfahrer (test driver)                                |
| ohne     | DNP                | nicht am Training teilgenommen (did not practice)                |
| ohne     | INJ                | verletzt oder krank (injured)                                    |
| ohne     | EX                 | ausgeschlossen (excluded)                                        |
| ohne     | DNA                | nicht erschienen (did not arrive)                                |
| ohne     | C                  | Rennen abgesagt (cancelled)                                      |
| ohne     | keine WM-Teilnahme |                                                                  |
| sonstige | P/fett             | Pole-Position                                                    |
| sonstige | 1/2/3/4/5/6/7/8    | Punktplatzierung im Sprint-/Qualifikationsrennen                 |
| sonstige | SR/kursiv          | Schnellste Rennrunde                                             |
| sonstige | *                  | nicht im Ziel, aufgrund der zurückgelegten Distanz aber gewertet |
| sonstige | ()                 | Streichresultate                                                 |
| sonstige | unterstrichen      | Führender in der Gesamtwertung                                   |

#### Rekorde
- kürzeste Fahrzeit auf eine Runde: 53,377 Sekunden (Qualifying zum Großen Preis von Sachir 2020)[20]
- Höchstgeschwindigkeit einer offiziellen FIA-Messung beim Großen Preis von Mexiko 2016 von 372,5 km/h.[21]
- meiste Q3-Teilnahmen hintereinander: 103 (Australien 2017 – Saudi-Arabien 2022)

### Auszeichnungen
- DHL Fastest Lap Award: 2018